# كارين إي. سميث
كارين إي. سميث (بالإنجليزية: Karen Ellen Smith) هي رياضياتية أمريكية، ولدت في 9 مايو 1965 في ريد بانك في الولايات المتحدة. حاصلةُ على جائزة روث ليتل ساتر في الرياضيات عام 2001 بالتشارك مع سيجو وو.